# 迪韦斯特 (南卡罗来纳州)
迪韦斯特（英文：Due West），是美国南卡罗来纳州下属的一座城市。城市类型是“Town”。其面积大约为1.64平方英里（4.25平方公里）。根据2010年美国人口普查，该市有人口1,247人，人口密度约为每平方 英里760.37人（约合每平方公里293.59人）。